# Voluntown
Voluntown és una població dels Estats Units a l'estat de Connecticut. Segons el cens del 2005 tenia 2.631 habitants.

## Demografia
Segons el cens del 2000, Voluntown tenia 2.528 habitants, 952 habitatges, i 702 famílies. La densitat de població era de 25,1 habitants/km².
Dels 952 habitatges en un 37,4% hi vivien nens de menys de 18 anys, en un 61,9% hi vivien parelles casades, en un 7% dones solteres, i en un 26,2% no eren unitats familiars. En el 19% dels habitatges hi vivien persones soles el 6,3% de les quals corresponia a persones de 65 anys o més que vivien soles. El nombre mitjà de persones vivint en cada habitatge era de 2,66 i el nombre mitjà de persones que vivien en cada família era de 3,05.
Per edats la població es repartia de la següent manera: un 26,5% tenia menys de 18 anys, un 5,3% entre 18 i 24, un 36,9% entre 25 i 44, un 21,7% de 45 a 60 i un 9,5% 65 anys o més.
L'edat mediana era de 36 anys. Per cada 100 dones de 18 o més anys hi havia 105,6 homes.
La renda mediana per habitatge era de 56.802 $ i la renda mediana per família de 61.618 $. Els homes tenien una renda mediana de 42.647 $ mentre que les dones 27.368 $. La renda per capita de la població era de 23.707 $. Aproximadament el 3% de les famílies i el 4,9% de la població estaven per davall del llindar de pobresa.